# .450 Rigby

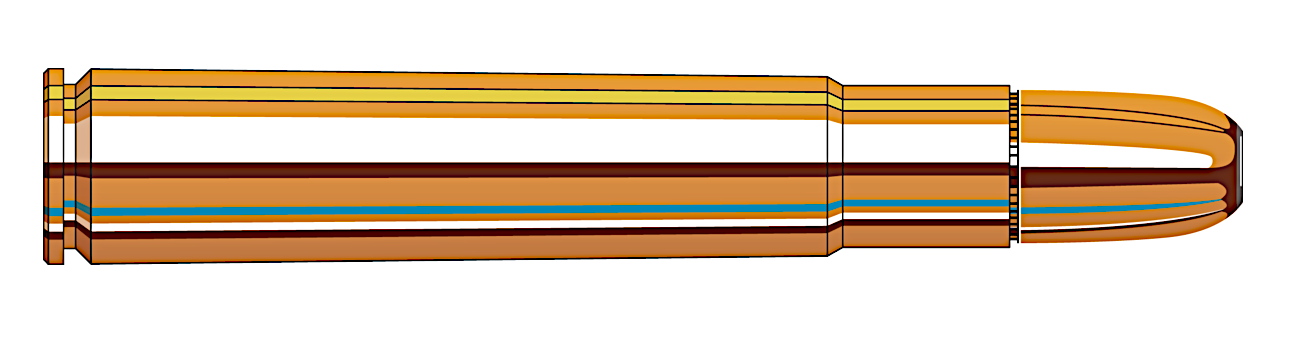
Um cartucho .450 Rigby.

O cartucho .450 Rigby, é um cartucho de fogo central, para rifle sem aro em forma de "garrafa", projetado em 1994 pela John Rigby & Co. para a caça de animais grandes, perigosos e de pele grossa na África (os "Big Five"). O cartucho é baseado no .416 Rigby com pescoço alargado para aceitar uma bala de .458 pol. (11,6 mm) e se destina ao uso em rifles com carregadores.
O .450 Rigby não deve ser confundido com o .450 Nitro Express que foi introduzido pela Rigby em 1898 que é um cartucho com aro destinado ao uso em 'rifles duplos.

## Histórico
Em 1993, Paul Roberts (na época proprietário da John Rigby & Company) estava em uma caça ao elefante no Vale do Zambeze. Ele e seu caçador profissional, Joseph Wright, estavam armados com rifles em .416 Rigby. Um elefante foi encontrado e baleado, mas devido a um erro de julgamento à distância, várias outras balas foram necessárias para finalmente derrubar o elefante.
Depois dessa experiência, Paul Roberts sentiu que um cartucho com um peso de bala maior e um calibre maior teria sido mais eficaz naquela situação. Assim que Paul Roberts voltou ao Reino Unido, ele aumentou o estojo .416 Rigby para o calibre .458. O novo cartucho dispara uma bala de 0,458 pol. (11,6 mm) pesando 480 gr (31 g) a uma velocidade de 2378 pés/s (725 m/s) de um cano de 25 pol. (635 mm). O novo cartucho foi denominado .450 Rigby em 1994. O cartucho foi colocado em produção em 1995. A John Rigby & Co. estava construindo rifles para o cartucho .416 Rigby utilizando ações "Magnum Mauser 98". Como o .416 Rigby e o .450 Rigby usam basicamente o mesmo estojo, construir rifles para o .450 Rigby era bastante simples, exigindo apenas uma câmara com uma modificação feita na área do colarinho e um cano de calibre .458.
As dimensões e especificações do .450 Rigby são padronizadas e regidas pela C.I.P.:

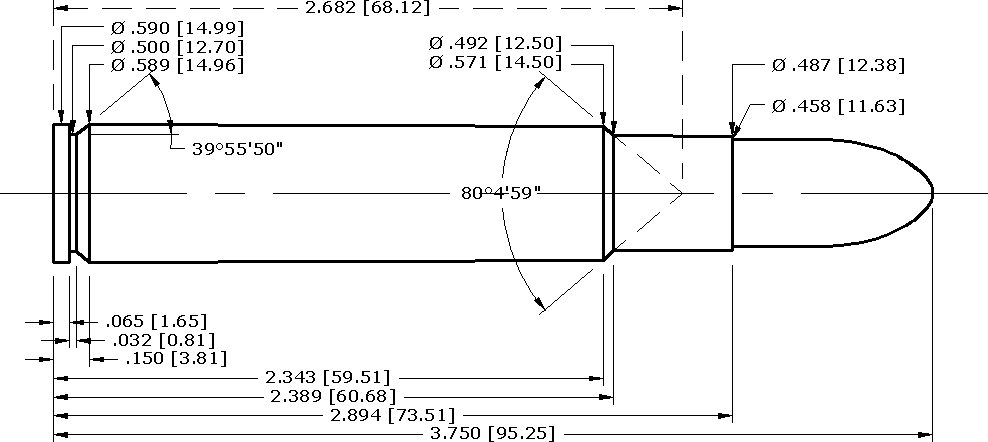

A C.I.P. recomenda um diâmetro de cano de 11,43 mm (0,450 pol.) E um diâmetro de ranhura de 11,63 mm (0,458 pol.). O cano deve ter um contorno de ranhura de 6 baixos com uma taxa de torção de uma revolução em 420 mm (17 pol.) E uma largura de sulco de 3,60 milímetros (0,142 pol.). A C.I.P. também especifica uma pressão máxima de 4.000 bar (58.000 psi).

## .450 Dakota
O .450 Dakota é uma variação do design do .450 Rigby, mas antecede o .450 Rigby em alguns anos. O cartucho Dakota foi projetado por Don Allen e é como o .450 Rigby baseado no estojo .416 Rigby com "pescoço" alargado para aceitar uma bala de calibre .458 (11,6 mm). O .450 Dakota é considerado um cartucho proprietário, cujos direitos pertencem à Dakota Arms Inc., à Remington Arms Company e à família de empresas Freedom Group. Nem a C.I.P. nem a SAAMI regulamentam nem têm supervisão sobre este cartucho. Embora as dimensões dos cartuchos sejam semelhantes, eles não são idênticos e não são intercambiáveis devido às dimensões dos ombros e ao comprimento do estojo. O desempenho de ambos os cartuchos é quase idêntico. No entanto, a munição da Dakota Arms é carregada perto de 65.000 psi (4.500 bar).

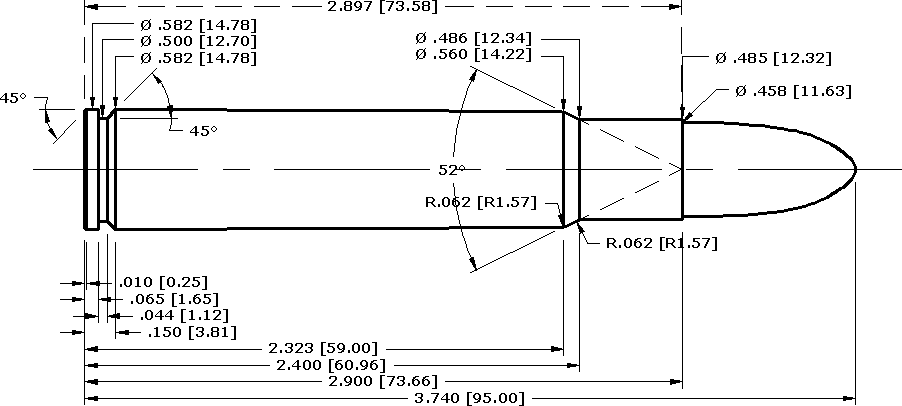

O .450 Dakota dispara balas de 500 gr (32 g) a 2.550 pés/s (780 m/s), de 550 gr (36 g) a 2.450 pés/s (750 m/s) e de 600 gr (39 g) a 2.350 pés/s (720 m/s). Embora esses valores de velocidade sejam maiores do que os do cartucho .450 Rigby, a munição Dakota é carregada a níveis de pressão máximos próximos, enquanto o .450 Rigby é carregada a um nível de pressão muito abaixo dos 4.000 bar (58.000 psi) estipulados pela C.I.P. Dado o nível de pressão igual, o .450 Rigby terá um nível de desempenho semelhante ao do cartucho .450 Dakota; isso é evidente por meio de dados de recarga de terceiros fornecidos para o .450 Rigby. Quaisquer diferenças entre esses cartuchos devem-se estritamente ao uso de componentes e aos níveis de pressão do que a uma diferença real entre os cartuchos.